# Saint-Denis-de-l'Hôtel
Saint-Denis-de-l'Hôtel är en kommun i departementet Loiret i regionen Centre-Val de Loire strax norr Frankrikes mitt. Kommunen ligger i kantonen Châteauneuf-sur-Loire som tillhör arrondissementet Orléans. År 2022 hade Saint-Denis-de-l'Hôtel 3 057 invånare.

## Befolkningsutveckling
Antalet invånare i kommunen Saint-Denis-de-l'Hôtel
| Referens: INSEE |